# 江口乡 (鹿寨县)
江口乡，是中华人民共和国广西壮族自治区柳州市鹿寨县下辖的一个乡镇级行政单位。

## 行政区划
江口乡下辖以下地区：
江口村、水碾村、六合村、丹竹村、中庆村和新安村。